# Vibracellina mediterranea
Vibracellina mediterranea är en mossdjursart som beskrevs av Charles Henry O'Donoghue och de Watteville 1939. Vibracellina mediterranea ingår i släktet Vibracellina och familjen Cupuladriidae. Inga underarter finns listade i Catalogue of Life.